# Anno liturgico nella Chiesa cattolica
(Dal n. 1 del capitolo primo delle Norme generali sull'Anno liturgico e sul Calendario come approvate il 14/02/1969 dalla lettera apostolica, La celebrazione del mistero pasquale, di Paolo VI)

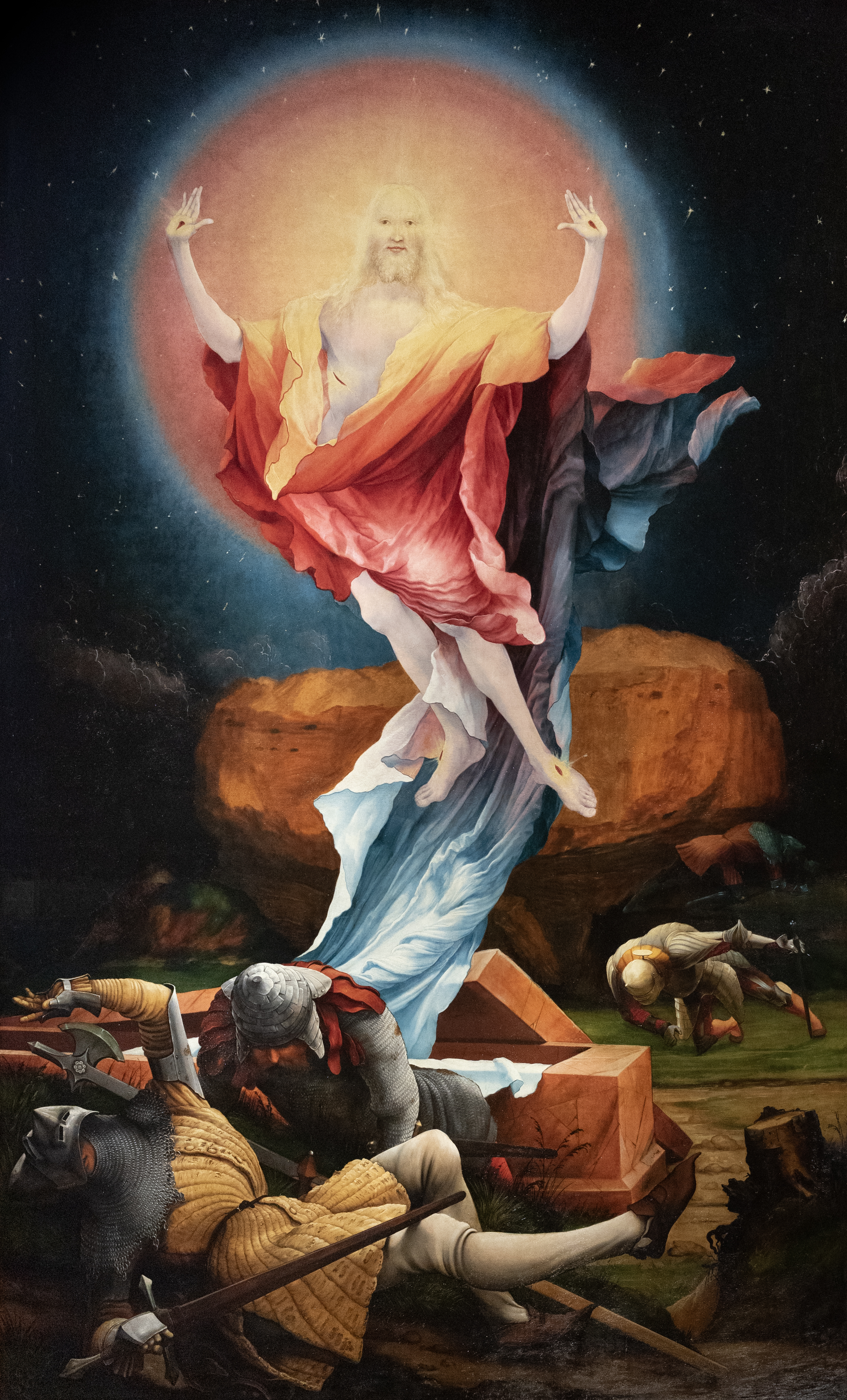
Risurrezione, di Matthias Grünewald. La settimana santa è il fulcro dell'anno liturgico.

L'anno liturgico nella Chiesa cattolica è la fase temporale in cui la Chiesa cattolica celebra il mistero del Cristo totale (ossia l'insieme del Capo, il Signore Gesù Cristo, e delle membra, cioè della Chiesa) secondo la definizione di Sant'Agostino, basata su Colossesi 1,18a e ripresa da san Tommaso d'Aquino nel concetto di unica Persona mistica formata dal Capo e dalle membra.
Più precisamente, la Chiesa cattolica nell'anno liturgico:
- celebra esclusivamente il mistero del Signore Gesù Cristo nell'ambito delle relazioni trinitarie;
- celebra specificatamente il mistero del Signore Gesù Cristo, in cui comunque è adombrata la celebrazione del Cristo totale, nell'ambito della storia della salvezza cioè il tempo che, andando dalla creazione alla parusia, ha come proprio centro la prima venuta del Messia (ossia l'incarnazione, la nascita, la crescita, la maturità, il ministero pubblico, la morte, la Risurrezione e l'Ascensione del Signore Gesù Cristo) come testimoniata sia dallo Spirito Santo sia, iniziando dal giorno di Pentecoste, dalla Chiesa stessa, e
- celebra esplicitamente il mistero del Cristo totale sia nel ricordo delle persone dei santi e dei beati, che significano sempre il Signore Gesù Cristo che in loro è glorificato, sia nell'ambito della Dedicazione delle singole chiese o dell'anniversario della stessa in cui si fa palese memoria del Corpo mistico.

L'anno liturgico nella Chiesa cattolica non corrisponde perfettamente all'anno civile e, fatta eccezione per alcuni riti orientali, ha una durata variabile in quanto le date di inizio e fine sono mobili.

## Descrizione
Non esiste per tutto il cattolicesimo un unico anno liturgico in quanto lo stesso varia:
- secondo le singole Chiese sui iuris, e
- secondo i diversi riti eventualmente presenti in una singola Chiesa sui iuris, come accade nella Chiesa latina.

Pertanto si può affermare che:
- esistono tanti anni liturgici quanti sono i riti cattolici, e
- ogni anno liturgico è l'espressione temporale del relativo rito liturgico cattolico.[3]

Tra i vari anni liturgici cattolici permangono molti elementi comuni, specialmente tra quelli appartenenti alla stessa famiglia rituale, dato che più ragguardevoli sono i moltissimi fattori comuni tra le relative e singole Chiese sui iuris cattoliche essendo le stesse in piena comunione con il Papa e, quindi, fra loro.

## Considerazione sui vari anni liturgici cattolici
La Chiesa cattolica considera uguali in dignità e in diritto tutti i riti legittimamente da essa riconosciuti.
Da ciò discende che tale considerazione concerne pure gli anni e i calendari liturgici di ciascun rito. A motivo di questo atteggiamento tradizionale le norme liturgiche, comprese quelle inerenti all'anno e il calendario liturgici, sono sempre state emanate inequivocabilmente in modo distinto per rito fatta eccezione per i solenni pronunciamenti dogmatici, l'estensione di alcune ricorrenze a tutta la Chiesa, e generiche disposizioni conciliari o della sede apostolica in materia di liturgia. Dopo il Concilio Vaticano II venne introdotto un leggero cambiamento in questa prassi consolidata: nell'ambito delle disposizioni liturgiche inerenti al rito romano vengono inserite delle norme che valgono anche per gli altri riti cattolici. Fra queste norme ve ne sono alcune riguardanti l'anno e il calendario liturgici. Questo modo di procedere (ossia la stesura di una norma universale inserita in un testo destinato ad un ambito particolare) non intacca la detta uguaglianza in dignità e in diritto, ma per la prima volta venne applicato all'anno e al calendario liturgici. Il testo da cui deriva il tutto è contenuto nel n.2 delle Norme generali sull'Anno liturgico e sul Calendario, come approvate dalla lettera apostolica Mysterii paschalis del 14 febbraio 1969 di papa Paolo VI, e che di seguito viene riprodotto:
"2. I principi che seguono possono e devono essere applicati sia al rito romano sia agli altri riti; tuttavia le norme pratiche devono intendersi come riguardanti il solo rito romano, a meno che si tratti di cose che per la loro stessa natura si riferiscono anche ad altri riti."

## Panoramica sugli anni liturgici cattolici
Per meglio comprendere i vari anni liturgici cattolici, bisogna rifarsi ai relativi riti. Nella Chiesa cattolica due sono le grandi famiglie rituali: la latina o occidentale, e l'orientale. La famiglia rituale latina fa capo ad un'unica Chiesa sui iuris che annovera al suo interno più di un rito e, quindi, più di un anno liturgico: per la trattazione degli anni liturgici latini si rimanda alla voce Anno liturgico nella Chiesa latina.
La famiglia rituale orientale annovera al suo interno cinque tradizioni rituali le quali sono a loro volta suddivise in tanti riti quante sono le chiese sui iuris orientali che si sono andate formando nel corso del tempo.

### Schema degli anni liturgici orientali
| Tradizioni rituali                                   | Chiese sui iuris                  | Anno liturgico                    |
| ---------------------------------------------------- | --------------------------------- | --------------------------------- |
| I- Alessandrina                                      | 1- Copta                          | 1- Copto                          |
| I- Alessandrina                                      | 2- Etiopica                       | 2- Etiope                         |
| II- Antiochena, denominata anche Siriaca occidentale | 3- Siriaca, denominata anche Sira | 3- Siriaco, denominato anche Siro |
| II- Antiochena, denominata anche Siriaca occidentale | 4- Maronita                       | 4- Maronita                       |
| II- Antiochena, denominata anche Siriaca occidentale | 5- Siro-Malankarese               | 5- Siro-Malankarese               |
| III- Armena                                          | 6- Armena                         | 6- Armeno                         |
| IV- Caldea, denominata anche Siriaca Orientale       | 7- Caldea                         | 7- Caldeo                         |
| IV- Caldea, denominata anche Siriaca Orientale       | 8- Siro-Malabarese                | 8- Siro-Malabarese                |
| V- Costantinopolitana, denominata anche Bizantina    | 9- Bielorussa                     | 9- Bielorusso                     |
| V- Costantinopolitana, denominata anche Bizantina    | 10- Bulgara                       | 10- Bulgaro                       |
| V- Costantinopolitana, denominata anche Bizantina    | 11- Greca                         | 11- Greco                         |
| V- Costantinopolitana, denominata anche Bizantina    | 12- Ungherese                     | 12- Ungherese                     |
| V- Costantinopolitana, denominata anche Bizantina    | 13- Italo-Albanese                | 13- Italo-Albanese                |
| V- Costantinopolitana, denominata anche Bizantina    | 14- Melchita                      | 14- Melchita                      |
| V- Costantinopolitana, denominata anche Bizantina    | 15- Rumena                        | 15- Rumeno                        |
| V- Costantinopolitana, denominata anche Bizantina    | 16- Rutena                        | 16- Ruteno                        |
| V- Costantinopolitana, denominata anche Bizantina    | 17- Slovacca                      | 17- Slovacco                      |
| V- Costantinopolitana, denominata anche Bizantina    | 18- Ucraina                       | 18- Ucraino                       |
| V- Costantinopolitana, denominata anche Bizantina    | 19- Serba e Montenegrina          | 19- Serbo e Montenegrino          |
| V- Costantinopolitana, denominata anche Bizantina    | 20- Albanese                      | 20- Albanese                      |
| V- Costantinopolitana, denominata anche Bizantina    | 21- Russa                         | 21- Russo                         |
| V- Costantinopolitana, denominata anche Bizantina    | 22- Croata                        | 22- Croato                        |
| V- Costantinopolitana, denominata anche Bizantina    | 23- Macedone                      | 23- Macedone                      |